# اچ‌ام‌اس ساوت‌همپتون (۸۳)
اچ‌ام‌اس ساوت‌همپتون (۸۳) (به انگلیسی: HMS Southampton (83)) یک کشتی بود که طول آن ۵۵۸ فوت (۱۷۰ متر) بود. این کشتی در سال ۱۹۳۶ ساخته شد.